# Кислое (Тюменская область)
Кислое — деревня в Ишимском районе Тюменской области России. Входит в состав Новотравнинского сельского поселения.

## История
До 1917 года входила в состав Ларихинской волости Ишимского уезда Тюменской губернии. По данным на 1926 год состояла из 99 хозяйств. В административном отношении входила в состав Травнинского сельсовета Ларихинского района Ишимского округа Уральской области.

## Население
| 2010 |
| ---- |
| 96   |

По данным переписи 1926 года в деревне проживало 510 человек (241 мужчина и 269 женщин), в том числе: русские составляли 100 % населения.
Согласно результатам переписи 2002 года, в национальной структуре населения русские составляли 82 % из 108 чел.